# Concrete and Gold
Concrete and Gold ist das neunte Studioalbum der US-amerikanischen Rockband Foo Fighters. Es erschien am 15. September 2017 bei RCA Records.

## Entstehung
Ursprünglich schrieb nur Dave Grohl die Songs. Nachdem er sich 2015 bei einem Auftritt in Schweden ein Bein gebrochen hatte, die Band in der Folge eine Auszeit genommen hatte und er diverse Reha-Maßnahmen durchführen musste, mietete er eine Wohnung über Airbnb in Ojai, Kalifornien. Er sagte: „I brought a case of wine and sat there in my underwear with a microphone for about five days, just writing.“ Nachdem er 13 grobe Songideen entwickelt hatte, zeigte er sie dem Rest der Band, die die Ideen überwiegend guthieß. Für die weitere Entwicklung suchte sich Grohl einen Produzenten, der in Greg Kurstin gefunden wurde. Grohl war insbesondere von dessen Arbeit mit The Bird and the Bee angetan. Kurstin hatte von diesen Aktivitäten seinerseits eine Auszeit genommen, um sich auf seine Arbeit als Musikproduzent zu konzentrieren. So kam es zur Zusammenarbeit.

## Titelliste
Alle Titel wurden von Foo Fighters geschrieben.
| Nr.          | Titel                        | Länge |
| ------------ | ---------------------------- | ----- |
| 1.           | T-Shirt                      | 1:22  |
| 2.           | Run                          | 5:23  |
| 3.           | Make It Right                | 4:39  |
| 4.           | The Sky Is a Neighborhood    | 4:04  |
| 5.           | La Dee Da                    | 4:02  |
| 6.           | Dirty Water                  | 5:20  |
| 7.           | Arrows                       | 4:26  |
| 8.           | Happy Ever After (Zero Hour) | 3:41  |
| 9.           | Sunday Rain                  | 6:11  |
| 10.          | The Line                     | 3:38  |
| 11.          | Concrete and Gold            | 5:31  |
| Gesamtlänge: | Gesamtlänge:                 | 48:17 |

## Rezensionen
Von Kritikern bekam das Album im Allgemeinen positive Bewertungen. Bei Metacritic erhielt das Album eine Wertung von 72 % als Durchschnitt aus 29 Rezensionen sowie das Prädikat „Generally favorable“ (dt. „Grundsätzlich positiv“). Bei AllMusic schrieb Stephen Thomas Erlewine: „Coming after Sonic Highways, where the group stuck to the straight and narrow, it’s frankly a bit of a relief to have Foo Fighters offer an album full of detours, even if they're winding up redefining the character of the band.“ Die Bewertung lag bei 3,5 von fünf Sternen.

## Kommerzieller Erfolg

### Chartplatzierungen
| ChartsChartplatzierungen       | Höchstplatzierung | Wochen |
| ------------------------------ | ----------------- | ------ |
| Deutschland (GfK)              | 2 (11 Wo.)        | 11     |
| Österreich (Ö3)                | 1 (10 Wo.)        | 10     |
| Schweiz (IFPI)                 | 1 (12 Wo.)        | 12     |
| Vereinigte Staaten (Billboard) | 1 (13 Wo.)        | 13     |
| Vereinigtes Königreich (OCC)   | 1 (19 Wo.)        | 19     |

| ChartsJahrescharts (2017)      | Platzierung |
| ------------------------------ | ----------- |
| Deutschland (GfK)              | 76          |
| Österreich (Ö3)                | 57          |
| Schweiz (IFPI)                 | 47          |
| Vereinigte Staaten (Billboard) | 177         |
| Vereinigtes Königreich (OCC)   | 32          |

### Auszeichnungen für Musikverkäufe
| Land/Region                  | Auszeichnungen für Musikverkäufe (Land/Region, Auszeichnung, Verkäufe) | Verkäufe |
| ---------------------------- | ---------------------------------------------------------------------- | -------- |
| Australien (ARIA)            | Platin                                                                 | 70.000   |
| Italien (FIMI)               | Gold                                                                   | 25.000   |
| Kanada (MC)                  | Gold                                                                   | 40.000   |
| Neuseeland (RMNZ)            | Platin                                                                 | 15.000   |
| Polen (ZPAV)                 | Gold                                                                   | 10.000   |
| Schweiz (IFPI)               | Gold                                                                   | 10.000   |
| Vereinigte Staaten (RIAA)    | —                                                                      | 212.750  |
| Vereinigtes Königreich (BPI) | Gold                                                                   | 100.000  |
| Insgesamt                    | 5× Gold · 2× Platin ·                                                  | 482.750  |

Hauptartikel: Foo Fighters/Auszeichnungen für Musikverkäufe